# Jim Stuebe
Jim Stuebe ist ein Tonmeister.

## Leben
Stuebe begann seine Karriere 1978 mit Robert Altmans Filmkomödie Eine Hochzeit. Er war zumeist beim Film als Tonmeister tätig, arbeitete jedoch auch gelegentlich für das Fernsehen, unter anderem an den Fernsehserien Six Feet Under – Gestorben wird immer und Sex and the City. Auch an dem später entstandenen, auf der Serie basierenden Spielfilm Sex and the City – Der Film war er beteiligt. Selten war er auch als Tonassistent beschäftigt. Bei der Oscarverleihung 2008 war er für Todeszug nach Yuma gemeinsam mit Paul Massey und David Giammarco für den Oscar in der Kategorie Bester Ton nominiert; der Preis ging in diesem Jahr jedoch an Das Bourne Ultimatum.

## Filmografie (Auswahl)
- 1978: Eine Hochzeit (A Wedding)
- 1981: Einer mit Herz (One from the Heart)
- 1984: Der Unbeugsame (The Natural)
- 1987: Mel Brooks’ Spaceballs (Spaceballs)
- 1993: Arizona Dream
- 1995: Vampire in Brooklyn (Wes Craven’s Vampire In Brooklyn)
- 1997: Scream 2
- 2000: Scream 3
- 2003: Identität (Identity)
- 2004: Das Vermächtnis der Tempelritter (National Treasure)
- 2005: Amityville Horror – Eine wahre Geschichte (The Amityville Horror)
- 2007: Todeszug nach Yuma (3:10 to Yuma)
- 2008: Sex and the City – Der Film (Sex and the City: The Movie)
- 2010: Plan B für die Liebe (The Back-Up Plan)
- 2011: Ich bin Nummer Vier (I Am Number Four)
- 2015: Die Trauzeugen AG (The Wedding Ringer)

## Auszeichnungen
- 2008: Oscar-Nominierung in der Kategorie Bester Ton für Todeszug nach Yuma